# Дараган, Михаил Иванович
Михаил Иванович Дараган (23 июня 1912 — 1860) — генерал-майор, обер-квартирмейстер Гренадерского корпуса, военный писатель.

## Биография
Происходил из дворян Полтавской губернии. Образование получил в Московском кадетском корпусе, из которого был выпущен прапорщиком в 13-ю артиллерийскую бригаду.
Произведённый в поручики Дараган поступил в Военную академию, по окончании курса наук (1835) был причислен к Генеральному штабу и назначен в войска Отдельного Кавказского корпуса.
В 1845 году в чине капитана принимал участие в Даргинском походе и за отличие был произведён в подполковники.
В 1849 году Дараган состоял при 5-м пехотном корпусе и сражался с повстанцами в Венгрии, за отличие под Фагарашем получил чин полковника.
В 1852 году командовал батальоном в Минском пехотном полку, после чего был назначен командиром Замосцкого пехотного полка, во главе которого в конце 1853 года был двинут в Молдавию и уже 1 декабря принял участие в военных действиях против турок на Дунае под Мачином. За Браиловскую переправу награждён 10 ноября 1854 года золотой полусаблей с надписью «За храбрость».
С 1857 года Дараган снова состоял по Генеральному штабу и занимал должность обер-квартирмейстера Гренадерского корпуса. В 1859 году вышел в отставку с производством в генерал-майоры.
Скончался в 1860 году.
Среди прочих наград Дараган имел орден св. Георгия 4-й степени, пожалованный ему 26 ноября 1853 года за беспорочную выслугу 25 лет в офицерских чинах (№ 9059 по кавалерскому списку Григоровича — Степанова).
М. И. Дараган оставил после себя интересное сочинение, сочетающее военно-историческое исследование и мемуарные зарисовки «Записки о войне в Трансильвании в 1849 году» (СПб., 1859). Кроме того им составлено «Военно-статистическое обозрение Бессрабской области» (СПб., 1849).
Его братья: Дмитрий (генерал от инфантерии, командир лейб-гвардии Волынского полка) и Фёдор  (генерал-майор, Орловский губернский воинский начальник).